# Pedro Borbón, Jr.

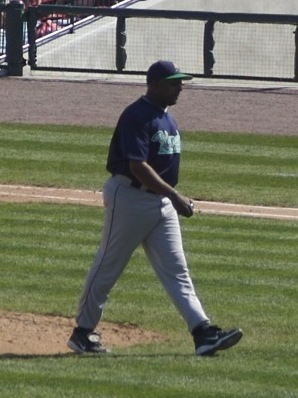
Imagem de Pedro Borbón Jr.

Pedro Borbón, Jr. é um ex-jogador profissional de beisebol da República Dominicana.

## Carreira
Pedro Borbón, Jr. foi campeão da World Series 1995 jogando pelo Atlanta Braves. Na série de partidas decisiva, sua equipe venceu o Cleveland Indians por 4 jogos a 2.